# Eckhard Freise

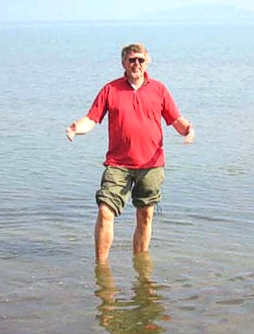
Eckhard Freise während einer Umbrien-Exkursion im Lago di Trasimeno, 2006

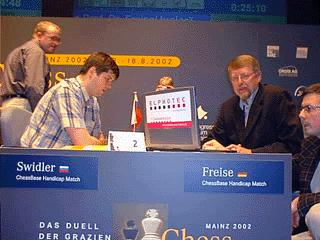
Eckhard Freise, Chess Classic 2002

Eckhard Freise (* 30. November 1944 in Erfurt) ist ein deutscher Historiker und Quizspieler. Er lehrte von 1996 bis zu seinem Ruhestand 2011 als Professor für Mittelalterliche Geschichte an der Universität Wuppertal. Zuvor war er von 1989 bis 1996 als Professor für Mittelalterliche Geschichte an der Universität Mannheim tätig. Seine Forschungen machten ihn zu einem Experten der Hersfelder Memorialüberlieferung. Einer breiteren Öffentlichkeit wurde er als erster Millionengewinner der Fernsehquizshow Wer wird Millionär? bekannt.

## Leben und Wirken

### Herkunft und Ausbildung
Eckhard Freise wuchs als Sohn des Justizamtmanns Ernst-Joachim Freise und dessen Frau Waltraud, geb. Nickel, in Bielefeld auf. Nach dem Abitur am Ratsgymnasium Bielefeld 1964 war er zwei Jahre lang Soldat auf Zeit bei der Bundeswehr. Anschließend studierte Freise von 1966 bis 1970 Latein, Geschichte und Philosophie, Pädagogik, Geographie, Kunstgeschichte, Politikwissenschaft sowie nicht-numerische Informatik an der Universität Münster. 1970 legte er seine erste Philologische Staatsprüfung mit Auszeichnung ab.

### Wissenschaftliche Laufbahn
Freise blieb als wissenschaftlicher Mitarbeiter in Münster und wurde dort 1979 mit einer von Joachim Wollasch betreuten Arbeit über Die Anfänge der Geschichtsschreibung im Kloster Fulda promoviert. Sie wurde nur als Dissertationsdruck und nicht in einem Verlag veröffentlicht. Sein Forschungsschwerpunkt lag in dieser Zeit auf der Auswertung mittelalterlicher Totenbücher. Seine Habilitation erfolgte 1987 mit einer von Wollasch begutachteten Arbeit über Äbteberufung und Totenbuchführung in Reichs- und Bischofsklöstern des 10. bis 12. Jahrhunderts, die im interdisziplinären Sonderforschungsbereich 7 „Mittelalterforschung“ in Münster entstand. Die Habilitationsschrift blieb ungedruckt und war lange Zeit auch nicht als Manuskript zugänglich; erst 2024 erschien eine digitale Ausgabe des Werkes. 1989 wurde er zum Hochschuldozenten ernannt. Freise war zunächst Professor an der Universität Mannheim. Von 1996 bis zu seinem Ruhestand im Jahr 2011 war er Inhaber des Lehrstuhls für mittelalterliche Geschichte am Historischen Seminar der Bergischen Universität Wuppertal.
Zu seinen Forschungsschwerpunkten gehören die Sozialgeschichte des Mönchtums, die Rechtsgeschichte (Sachsenspiegel, städtische Rechtsbücher), die westfälische Geschichte im Frühmittelalter und die mittelalterlichen Handschriften. Eine lange geplante Edition der Hersfelder Memorialquellen in der Reihe der Necrologia Germaniae (Nova Series) der Monumenta Germaniae Historica kam nicht zustande. Seine Vorarbeiten bildeten jedoch eine wichtige Grundlage für die von Elmar Hochholzer 2018 veröffentlichte Edition der Hersfelder Necrologien. Freise gab mit Joachim Wollasch und Dieter Geuenich 1986 das Martyrolog-Necrolog, ein Gedenkbuch, des Regensburger Klosters St. Emmeram heraus. In einer kodikologischen Analyse kam Freise zum Fazit, dass die Handschrift um 1036 von Abt Burkhard als Martyrolog angelegt und erst 1045 um nekrologische Notizen erweitert worden ist.
Freise ist Mitglied der Emanuel-Lasker-Gesellschaft, des Verbandes der Historiker und Historikerinnen Deutschlands und seit 1990 ordentliches Mitglied der Historischen Kommission für Westfalen.

### Mediale Auftritte
Einer breiten Öffentlichkeit wurde Freise am 2. Dezember 2000 bekannt, als er im Fernsehquiz Wer wird Millionär? alle 15 Fragen richtig beantwortete. Er war damit der Erste, der den Hauptpreis von 1.000.000 DM gewinnen konnte. Seitdem tritt er in der Quizshow, vor allem in Spezialsendungen, gelegentlich als Telefonjoker auf. Am 8. September 2001 wurde Freise in der RTL-Sendung Der große IQ-Test ein Intelligenzquotient von 132 bescheinigt. Er schnitt damit als Bester der teilnehmenden Prominenten ab und gilt als hochbegabt.
Am 20. Januar 2008 spielte er in der RTL-Show Die Weisheit der Vielen als Experte drei Quizfragen gegen ganz Deutschland. Ziel der Sendung war es, in Anlehnung an das Buch The Wisdom of Crowds von James Surowiecki zu überprüfen, ob die Masse klüger ist als der einzelne Experte. Außerdem trat er bei der ZDF-Quizsendung Der Super Champion 2012 am 14. April 2012 auf. Er besiegte hier drei Experten und scheiterte in der vierten Runde an Hellmuth Karasek. Im November 2013 trat er in der ARD-Sendung Die Show der unglaublichen Helden mit Matthias Opdenhövel auf.
Freise trat außerdem am 4. März 2015 gemeinsam mit seinem Sohn in der ARD-Quizshow Quizduell auf, wo sie gegen das Team Deutschland mit 14:15 Punkten verloren. Am 28. Juli 2015 war er in der ARD-Quizshow Wer weiß denn sowas? zu Gast, bei der er im Team Elton dem Team Hoëcker mit Julia Scharf unterlag. Seit der zweiten Staffel der Sendung Quizduell – Olymp im Jahr 2016 gehört Freise dem dreiköpfigen „Olymp“-Rateteam an, gegen das je zwei prominente Kandidaten antreten. Als Gegner seines „Olymp“-Kollegen Thorsten Zirkel war er am 31. März 2020 erneut bei Wer weiß denn sowas? zu sehen.

### Schachspiel
Freise lebt in Münster und spielt in seiner Freizeit Schach. Mit zwanzig Jahren war er Schach-Westfalenmeister, im Jahre 2001 spielte er beim Schachverein SK Münster. 1995 besiegte er das aufstrebende Schachprogramm Fritz beim NRW-Cup. 2001 bezwang er bei einer Simultanschach-Veranstaltung in Berlin den Großmeister Viktor Kortschnoi, sowie bei einem Simultan-Turnier in Mainz den damals amtierenden Weltmeister Viswanathan Anand. Seine internationale Fernschach-Elo-Zahl beträgt 2245, im ersten Halbjahr 2001 hatte er seine höchste Wertung von 2405. Seine höchste Elo-Zahl im Nahschach war 2034 von September 2011 bis Oktober 2012.

## Schriften (Auswahl)
- Studien zum Einzugsbereich der Klostergemeinschaft von Fulda. In: Karl Schmid (Hrsg.): Die Klostergemeinschaft von Fulda im frühen Mittelalter (= Münstersche Mittelalter-Schriften, Bd. 8). Bd. 2,3. Fink, München 1978, ISBN 3-7705-1685-0, S. 1003–1269.
- Zur Datierung und Einordnung fuldischer Namengruppen und Gedenkeinträge. In: Karl Schmid (Hrsg.): Die Klostergemeinschaft von Fulda im frühen Mittelalter (= Münstersche Mittelalter-Schriften, Bd. 8), Bd. 2,2, Fink, München 1978, S. 526–570.
- Die Anfänge der Geschichtsschreibung im Kloster Fulda. (Münster (Westfalen), Univ., Diss., 1979).
- Roger von Helmarshausen in seiner monastischen Umwelt. In: Frühmittelalterliche Studien. Bd. 15 (1981), S. 180–293.
- Zum Geburtsjahr des Hrabanus Maurus. In: Raymund Kottje (Hrsg.): Hrabanus Maurus. Lehr, Abt und Bischof. Steiner, Wiesbaden 1982, ISBN 3-515-03539-7, S. 18–74.
- Die Sachsenmission Karls des Großen und die Anfänge des Bistums Minden. In: Hans Nordsiek (Hrsg.): An Weser und Wiehen. Beiträge zur Geschichte und Kultur einer Landschaft. Festschrift für Wilhelm Brepohl. Mindener Geschichtsverein, Minden 1983, S. 57–100.
- Kalendarische und annalistische Grundformen der Memoria. In: Karl Schmid (Hrsg.): Memoria. Der geschichtliche Zeugniswert des liturgischen Gedenkens im Mittelalter (= Münstersche Mittelalter-Schriften, Bd. 48). Fink, München 1984, ISBN 3-7705-2231-1, S. 441–577.
- Widukind in Attigny. In: 1200 Jahre Widukinds Taufe. Verlag Bonifatius-Druckerei, Paderborn 1985, S. 12–45.
- Das Martyrolog-Necrolog von St. Emmeram zu Regensburg. Hahn, Hannover 1986, ISBN 3-7752-5145-6.
- Abbas promotus – Fratres conscripti. Äbteberufung und Totenbuchführung in Reichs- und Bischofsklöstern des 10. bis 12. Jahrhunderts  (= Materialien der Historischen Kommission für Westfalen, Bd. 23), Historische Kommission für Westfalen/Landschaftsverband Westfalen-Lippe, Münster 2024 (Zugl.: Münster (Westfalen), Univ., Habil.-Schr., 1986 u.d.T.: Äbteberufung und Totenbuchführung in Reichs- und Bischofsklöstern des 10. bis 12. Jahrhunderts). Online-Ausgabe der Habilitationsschrift, Münster 2024. Download (69 MB).
- Biographisches zum Verfasser des Herforder Rechtsbuches. In: Theodor Helmet-Corvey (Hrsg.): Rechtsbuch der Stadt Herford. Kommentarband. Verlag für Regionalgeschichte, Bielefeld 1989, S. 226–250.
- Die „Genealogia Arnulfi comitis“ des Priesters Witger. In: Frühmittelalterliche Studien. Bd. 23 (1989), S. 203–243.
- Corvey im mittelalterlichen Reformmönchtum. In: Karl Schmid (Hrsg.): Der Liber vitae der Abtei Corvey. Teil 2. Wiesbaden 1989, S. 87–106.
- Vom vorchristlichen Mimigernaford zum „honestum monasterium“ Ludgers. In: Franz-Josef Jakobi (Hrsg.): Geschichte der Stadt Münster. Bd. 1. Aschendorff, Münster 1993, ISBN 3-402-05370-5, S. 1–51.
- Die Welfen und der Sachsenspiegel. In: Bernd Schneidmüller (Hrsg.): Die Welfen und ihr Braunschweiger Hof im hohen Mittelalter (= Wolfenbütteler Mittelalter-Studien, Bd. 7). Harrassowitz, Wiesbaden 1995, ISBN 3-447-03705-9, S. 439–482.
- Hrsg.: Die Vita Sancti Liudgeri. Commentarium. Text, Übersetzung und Kommentar, Forschungsbeiträge. Akademische Druck- und Verlags-Anstalt, Graz 1999.
- Mönche und ihre Bücher. Die Lesbarkeit der Welt des Frühmittelalters. In: Klaus Held (Hrsg.): Europa von innen und außen (= Europäische und internationale Studien, Bd. 1). Wiss. Verlag Trier, Trier 2001, ISBN 3-88476-481-0, S. 37–50.
- Adelsstiftung, Reichsabtei, Bischofskloster - Konvent der Kalligraphen, Künstler und Fälscher. Zur Geschichte der Äbte und Mönche von Helmarshausen (997–1196). In: Ingrid Baumgärtner (Hrsg.): Helmarshausen. Buchkultur und Goldschmiedekunst im Hochmittelalter. Euregio-Verlag, Kassel 2003, ISBN 3-933617-16-2, S. 9–44.
- Als das Münsterland fromm wurde ... Zum Tode Liutgers 809. In: Geschichtsblätter des Kreises Coesfeld. Bd. 34 (2009), S. 185–208.